# Castaic
Castaic, Califórnia (também escreveu Castec, ou Kashtiq), é uma comunidade rural não incorporada localizada na parte norte do condado de Los Angeles, Califórnia. Muitos milhares de motoristas passam diariamente pelo Castaic enquanto conduzem para ou de Los Angeles na Interstate 5. O Lago Castaic faz parte do Projeto Água da Califórnia e é o site de uma usina hidrelétrica. Castaic está localizado a aproximadamente 40 milhas (64 km) a noroeste do centro cívico de Los Angeles e diretamente ao norte da cidade de Santa Clarita, Califórnia.

## Lista de marcos
A relação a seguir lista as entradas do Registro Nacional de Lugares Históricos em Castaic.
- CA-LAN-441
- Old Ridge Route